# Fredrik Semb Berge
Fredrik Semb Berge (Skien, 6 febbraio 1990) è un calciatore norvegese, difensore del Gjerpen.

## Carriera

### Club
Dopo aver giocato per lo Storm a livello giovanile, Semb Berge ha iniziato la carriera professionistica con la maglia dell'Odd Grenland, all'epoca militante nella 1. divisjon. Ha esordito il 4 ottobre 2008, giocando da titolare nella sconfitta per 1-0 in casa dell'Hønefoss. La squadra in quella stagione ha conquistato la promozione e così Semb Berge ha potuto debuttare anche nell'Eliteserien: è subentrato ad Anders Rambekk nel 3-1 inflitto al Brann. L'8 agosto dello stesso anno, ha segnato la prima rete della sua carriera: è stato lui a fissare il punteggio sul 5-1 nei quarti di finale del Norgesmesterskapet 2009, ancora contro il Brann. Il 25 luglio 2010 ha segnato la prima rete anche nella massima divisione: è stato l'autore del 2-0 finale ai danni dello Strømsgodset. Alla fine del mese di maggio 2013, il neo milionario Yngvar Borgersen – fresco vincitore della lotteria nazionale, con cui ha incassato la cifra di 102 milioni di corone, pari ad oltre 13 milioni di euro – ha investito 2 milioni e mezzo di corone nel cartellino di Semb Berge, per via del suo tifo per l'Odd. Questo ha aiutato la situazione economica del club, consentendo di rimandare il trasferimento del giocatore, che non è diventato più una necessità impellente per rimpinguare la casse societarie; l'accordo stipulato dall'Odd e da Bergersen consentiva a quest'ultimo di incassare il 25% dei proventi della futura cessione del difensore. Il 1º febbraio 2014, ha rinnovato il contratto che lo legava all'Odd per altre due stagioni.
Il 30 giugno 2014 ha firmato ufficialmente un contratto con i danesi del Brøndby, legandosi al nuovo club con un contratto quadriennale. Ha esordito nella Superligaen in data 20 luglio, schierato titolare nella sconfitta per 3-1 sul campo del Midtjylland. Il 31 agosto ha siglato la prima rete nella massima divisione danese, nel successo per 1-3 in casa del Nordsjælland.
L'11 febbraio 2015 è passato in prestito al Molde per l'intera stagione. Il 17 dicembre successivo, il Molde ha comunicato che il giocatore sarebbe tornato al Brøndby per fine prestito.
L'11 gennaio 2016, l'Odd ha annunciato sul proprio sito d'aver ingaggiato Semb Berge a titolo definitivo, con il calciatore che si è legato al club con un contratto triennale. Ha scelto la maglia numero 16.
L'11 dicembre 2020 ha reso noto il suo addio al calcio professionistico al termine della stagione in corso.
È tornato a giocare a calcio in vista della stagione 2022, seppure a livello amatoriale, con la maglia del Gjerpen.

### Nazionale
Semb Berge conta 9 presenze per la Norvegia under 21. Ha esordito il 2 giugno 2010, subentrando a Stefan Strandberg nel successo per 1-2 sulla Finlandia under 21. Il 9 gennaio 2013 ha disputato il primo incontro nella Nazionale maggiore, quando è stato titolare nella vittoria in amichevole contro il Sudafrica, con il punteggio di 0-1. Il 7 maggio 2013, è stato incluso nella lista provvisoria consegnata all'UEFA dal commissario tecnico Tor Ole Skullerud in vista del campionato europeo Under-21 2013. Il 22 maggio, il suo nome è comparso tra i 23 calciatori scelti per la manifestazione. La selezione norvegese ha superato la fase a gironi, per poi venire eliminata dalla Spagna under 21 in semifinale. In base al regolamento, la Norvegia ricevette la medaglia di bronzo in ex aequo con l'Olanda Under-21, altra semifinalista battuta.

## Statistiche

### Presenze e reti nei club
Statistiche aggiornate al 17 agosto 2023.
| Stagione       | Club           | Campionato     | Campionato | Campionato | Coppe nazionali | Coppe nazionali | Coppe nazionali | Coppe continentali | Coppe continentali | Coppe continentali | Supercoppe | Supercoppe | Supercoppe | Totale | Totale |
| Stagione       | Club           | Comp           | Pres       | Reti       | Comp            | Pres            | Reti            | Comp               | Pres               | Reti               | Comp       | Pres       | Reti       | Pres   | Reti   |
| -------------- | -------------- | -------------- | ---------- | ---------- | --------------- | --------------- | --------------- | ------------------ | ------------------ | ------------------ | ---------- | ---------- | ---------- | ------ | ------ |
| 2008           | Odd            | 1D             | 3          | 0          | CN              | 0               | 0               | -                  | -                  | -                  | -          | -          | -          | 3      | 0      |
| 2009           | Odd            | ES             | 5          | 0          | CN              | 4               | 1               | -                  | -                  | -                  | -          | -          | -          | 9      | 1      |
| 2010           | Odd            | ES             | 20         | 2          | CN              | 5               | 0               | -                  | -                  | -                  | -          | -          | -          | 25     | 2      |
| 2011           | Odd            | ES             | 12         | 0          | CN              | 0               | 0               | -                  | -                  | -                  | -          | -          | -          | 12     | 0      |
| 2012           | Odd            | ES             | 21         | 1          | CN              | 3               | 0               | -                  | -                  | -                  | -          | -          | -          | 24     | 1      |
| 2013           | Odd            | ES             | 23         | 2          | CN              | 2               | 0               | -                  | -                  | -                  | -          | -          | -          | 25     | 2      |
| gen.-lug. 2014 | Odd            | ES             | 11         | 0          | CN              | 1               | 0               | -                  | -                  | -                  | -          | -          | -          | 12     | 0      |
| 2014-feb. 2015 | Brøndby        | SL             | 7          | 1          | CD              | 0               | 0               | UEL                | 2                  | 0                  | -          | -          | -          | 9      | 1      |
| 2015           | Molde          | ES             | 10         | 1          | CN              | 2               | 0               | UCL+UEL            | 0                  | 0                  | -          | -          | -          | 12     | 1      |
| 2016           | Odd            | ES             | 24         | 5          | CN              | 1               | 0               | UEL                | 2                  | 0                  | -          | -          | -          | 27     | 5      |
| 2017           | Odd            | ES             | 18         | 1          | CN              | 1               | 0               | UEL                | 6                  | 0                  | -          | -          | -          | 25     | 1      |
| 2018           | Odd            | ES             | 5          | 0          | CN              | 0               | 0               | -                  | -                  | -                  | -          | -          | -          | 5      | 0      |
| 2019           | Odd            | ES             | 25         | 0          | CN              | 2               | 0               | -                  | -                  | -                  | -          | -          | -          | 27     | 0      |
| 2020           | Odd            | ES             | 0          | 0          | -               | -               | -               | -                  | -                  | -                  | -          | -          | -          | 0      | 0      |
| Totale Odd     | Totale Odd     | Totale Odd     | 154        | 11         |                 | 19              | 1               |                    | 8                  | 0                  |            | -          | -          | 191    | 12     |
| 2022           | Gjerpen        | 7D             | ?          | ?          | -               | -               | -               | -                  | -                  | -                  | -          | -          | -          | ?      | ?      |
| 2023           | Gjerpen        | 7D             | ?          | ?          | -               | -               | -               | -                  | -                  | -                  | -          | -          | -          | ?      | ?      |
| Totale Gjerpen | Totale Gjerpen | Totale Gjerpen | ?          | ?          |                 | -               | -               |                    | -                  | -                  |            | -          | -          | ?      | ?      |
| Totale         | Totale         | Totale         | 181+       | 13+        |                 | 21              | 1               |                    | 10                 | 0                  |            | -          | -          | 212+   | 14+    |

### Cronologia presenze e reti in Nazionale
| Cronologia completa delle presenze e delle reti in nazionale ― Norvegia | Cronologia completa delle presenze e delle reti in nazionale ― Norvegia | Cronologia completa delle presenze e delle reti in nazionale ― Norvegia | Cronologia completa delle presenze e delle reti in nazionale ― Norvegia | Cronologia completa delle presenze e delle reti in nazionale ― Norvegia | Cronologia completa delle presenze e delle reti in nazionale ― Norvegia | Cronologia completa delle presenze e delle reti in nazionale ― Norvegia | Cronologia completa delle presenze e delle reti in nazionale ― Norvegia |
| Data                                                                    | Città                                                                   | In casa                                                                 | Risultato                                                               | Ospiti                                                                  | Competizione                                                            | Reti                                                                    | Note                                                                    |
| ----------------------------------------------------------------------- | ----------------------------------------------------------------------- | ----------------------------------------------------------------------- | ----------------------------------------------------------------------- | ----------------------------------------------------------------------- | ----------------------------------------------------------------------- | ----------------------------------------------------------------------- | ----------------------------------------------------------------------- |
| 9-1-2013                                                                | Città del Capo                                                          | Sudafrica                                                               | 0 – 1                                                                   | Norvegia                                                                | Amichevole                                                              | -                                                                       |                                                                         |
| 12-1-2013                                                               | Ndola                                                                   | Zambia                                                                  | 0 – 0                                                                   | Norvegia                                                                | Amichevole                                                              | -                                                                       |                                                                         |
| 14-8-2013                                                               | Solna                                                                   | Svezia                                                                  | 4 – 2                                                                   | Norvegia                                                                | Amichevole                                                              | -                                                                       |                                                                         |
| Totale                                                                  |                                                                         | Presenze                                                                | 3                                                                       |                                                                         | Reti                                                                    | 0                                                                       |                                                                         |